# الدوري البلغاري الممتاز 1988-89
الدوري البلغاري الممتاز 1988-89 (بالبلغارية: „А“ група 1988/89)‏ هو الموسم 65 من الدوري البلغاري الممتاز. أشرف على تنظيمه اتحاد بلغاريا لكرة القدم، وكان عدد الأندية المشاركة فيه 16، وفاز فيه سسكا صوفيا.